# Omar Pivaral
Omar Pivaral (2 aprile 1975) è un ex calciatore guatemalteco, di ruolo centrocampista.

## Carriera

### Nazionale
Ha debuttato in Nazionale il 6 gennaio 2002, nell'amichevole Cuba-Guatemala (0-1). Ha partecipato, con la Nazionale, alla CONCACAF Gold Cup 2002. Ha collezionato in totale, con la maglia della Nazionale, tre presenze.

## Palmarès

### Club

#### Competizioni nazionali
- Campionato guatemalteco di calcio: 2

CSD Municipal: 2001-2002 (Reordenamiento), 2001-2002 (Clausura)
- Coppa del Guatemala: 1

CSD Municipal: 2002-2003